# Tipula forcipata
Tipula forcipata är en tvåvingeart som först beskrevs av Fabricius 1775.  Tipula forcipata ingår i släktet Tipula och familjen styltflugor. Inga underarter finns listade i Catalogue of Life.